# Jemek Jemowit

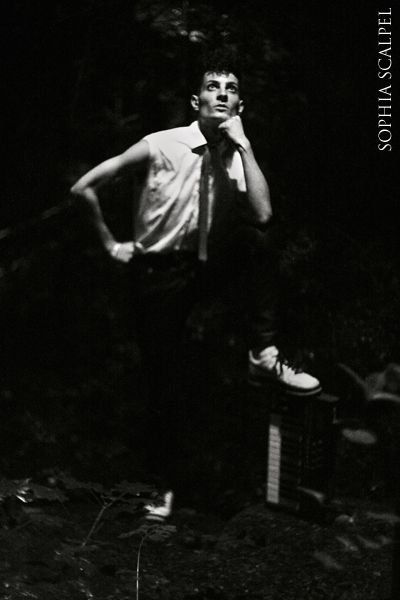
Jemek Jemowit (2010)

Jemek Jemowit (* 5. September 1986 als Ziemowit Nowak in Gdynia, Polen) ist ein deutsch-polnischer Musiker und Konzeptkünstler.

## Leben
Mit drei Jahren wanderte er mit seiner Familie nach Berlin-Gropiusstadt aus. Bis heute lebt er in Berlin.

## Karriere
2007 brachte Jemek Jemowit sein erstes Musikvideo (Regie: Christian Asbach) zu seiner Single Jive Johnny heraus. Im Laufe der Jahre fokussierte sich seine Arbeit auf polnische Protestmusik und Satanismus im Sinne des Antikatholizismus. Mit seiner EP Wróg Publiczny No. 1 (2016) positionierte sich Jemowit als Protest-Musiker gegen das polnische Regime der PiS-Partei. Seine 2018 veröffentlichte LP Das satanische Album widmete er den satanischen Philosophien Anton Szandor LaVey und kollaborierte 2022 mit der US-amerikanischen Satanistin Jex Blackmore in einer Performance im Haus der Statistik. 2021 reagierte Jemowit auf die LGBT-Feindlichkeit in Polen mit seinem fünften Studioalbum Legenda Zygmunta Blask, indem er einen polnischen Ziggy Stardust aus der Volksrepublik Polen der 1970er Jahre erschuf. Jemek Jemowit kündigte Ende 2022 eine Pause von seiner musikalischen Karriere an.

## Diskografie

### Alben
- 2011: Zemsta (Fabrika Records)
- 2015: Jemek Jemowit is Doktor Dres (Martin Hossbach)
- 2019: Das satanische Album (Cleopatra Records, Reverend Campanelli)
- 2020: Tekkno Polo LP (Martin Hossbach, Reverend Campanelli)
- 2021: Legenda Zygmunta Blask (Atypeek Music)

### EPs
- 2013: Tekkno Polo (Oficyna Biedota)
- 2016: Wróg Publiczny No. 1 (Martin Hossbach)
- 2022: P.Z.P.R. Propaganda (Atypeek Music)